# Tanambogo
Tanambogo er en lille ø i centralprovinsen af Salomonøerne. Den er en af Nggelaøerne (også kaldet Floridaøerne). 
Sammen med den nærliggende ø Gavutu spillede den en vigtig rolle i slaget om Guadalcanal under 2. verdenskrig. I 1942 forsøgte japanerne at etablere en base for flyvebåde på øen. Den 7. – 9. august 1942 under Slaget om Tulagi og Gavutu–Tanambogo angreb og besatte amerikanske marinesoldater øen.
9°7′0″S 160°11′20″Ø / 9.11667°S 160.18889°Ø